# Grécourt
Cet article possède des paronymes, voir Greucourt et Gricourt.
Grécourt est une ancienne commune française située dans le département de la Somme, en région Hauts-de-France.
Le 1er janvier 2019, elle a fusionné avec la commune voisine de Hombleux qui est devenue une commune nouvelle.

## Géographie

### Localisation
Grécourt est un village picard du Santerre situé au sud de Nesle et Ham, aisément accessible par les anciennes nationales RN 30 et RN 32 (actuelles RD 930 et RD 932). Situé dans la Somme, il est limitrophes de l'Oise.

### Communes limitrophes
Avant la fusion de 2019, Grécourt était limitrophe des communes suivantes :

## Toponymie
Le nom du village viendrait de curtis gregis, la métairie du troupeau.

## Histoire
En 1239, Jean de Croiselle, écuyer, seigneur de Grécourt, obtient l'indépendance de la paroisse. La seigneurie passera ensuite à la famille de Blottefière.
Les Prussiens ont occupé le village pendant la guerre franco-allemande de 1870.
Première Guerre mondiale
Le village est considéré comme détruit à la fin de la guerre.
Les infirmières du Smith College de New York ont créé un dispensaire dans les ruines du château et son parc, dès la fin 1917,,,,.
Grécourt a été décorée de la Croix de guerre 1914-1918 le 27 octobre 1920.
Fusion de communes
À la demande de Grécourt, qui ne comptait en 2018 que 21 habitants, cette commune a fusionné le 1er janvier 2019 au sein de Hombleux, qui a pris le statut de commune nouvelle,. Une telle fusion avait déjà été envisagée en 1971 dans le cadre des dispositions de la loi sur les fusions et regroupements de communes (ou Loi Marcellin).

## Politique et administration

### Rattachements administratifs et électoraux
Grécourt se trouve dans l'arrondissement de Péronne du département de la Somme. Pour l'élection des députés, elle fait partie depuis 1958 de la cinquième circonscription de la Somme.
Elle faisait partie depuis 1801 du  canton de Nesle. Dans le cadre du redécoupage cantonal de 2014 en France, la commune a été  rattachée au canton de Ham jusqu'à la fusion de 2019.

### Intercommunalité
La commune faisait partie de la communauté de communes du Pays neslois (CCPN), créée fin 2001, et qui succédait au district de Nesle, créé par arrêté préfectoral du 22 mai 1964.
La loi portant nouvelle organisation territoriale de la République (Loi NOTRe) du 7 août 2015, prévoyant que les établissements publics de coopération intercommunale (EPCI) à fiscalité propre doivent avoir un minimum de 15 000 habitants, le schéma départemental de coopération intercommunale (SDCI) arrêté par le préfet de la Somme le 30 mars 2016 prévoit notamment la fusion des communautés de communes du Pays Hamois et celle du Pays Neslois, afin de constituer une intercommunalité de 42 communes groupant 20 822 habitants, et précise qu'il « s'agit d'un bassin de vie cohérent dans lequel existent déjà des migrations pendulaires entre Ham et Nesle. Ainsi Ham offre des équipements culturels, scolaires et sportifs (médiathèque et auditorium de musique de grande capacité, lycée professionnel, complexe nautique), tandis que Nesle est la commune d'accueil de grandes entreprises de l'agroalimentaire ainsi que de leurs sous-traitants ».
La fusion intervient le 1er janvier 2017 et la nouvelle structure, dont la commune a été rattachée jisqu'à la fusion de 2019, prend le nom de communauté de communes de l'Est de la Somme,.

### Liste des maires
| Période                                  | Période       | Identité              | Étiquette | Qualité     |
| ---------------------------------------- | ------------- | --------------------- | --------- | ----------- |
| Les données manquantes sont à compléter. |               |                       |           |             |
| mars 2001                                | 2008          | Didier Van Moorleghem |           | Agriculteur |
| mars 2008                                | décembre 2018 | Benoît Dupré          | EXD       |             |

Dans le cadre de la fusion au 1er janvier 2019, il a été convenu que Grécourt ne serait pas dotée d'un maire délégué, mais serait représentée au conseil municipal de Hombleux par un maire-adjoint, comme à Bacquencourt et Canisy.

## Démographie
L'évolution du nombre d'habitants est connue à travers les recensements de la population effectués dans la commune depuis 1793. Pour les communes de moins de 10 000 habitants, une enquête de recensement portant sur toute la population est réalisée tous les cinq ans, les populations de référence des années intermédiaires étant quant à elles estimées par interpolation ou extrapolation. Pour la commune, le premier recensement exhaustif entrant dans le cadre du nouveau dispositif a été réalisé en 2007.

En 2016, la commune comptait 21 habitants, en évolution de −8,7 % par rapport à 2010 (Somme : −1,26 %, France hors Mayotte : +2,11 %).
| 1793 | 1800 | 1806 | 1821 | 1831 | 1836 | 1841 | 1846 | 1851 |
| ---- | ---- | ---- | ---- | ---- | ---- | ---- | ---- | ---- |
| 104  | 98   | 133  | 129  | 110  | 99   | 96   | 95   | 82   |

| 1856 | 1861 | 1866 | 1872 | 1876 | 1881 | 1886 | 1891 | 1896 |
| ---- | ---- | ---- | ---- | ---- | ---- | ---- | ---- | ---- |
| 78   | 78   | 82   | 75   | 95   | 78   | 71   | 80   | 63   |

| 1901 | 1906 | 1911 | 1921 | 1926 | 1931 | 1936 | 1946 | 1954 |
| ---- | ---- | ---- | ---- | ---- | ---- | ---- | ---- | ---- |
| 61   | 44   | 47   | 32   | 27   | 31   | 27   | 40   | 32   |

| 1962 | 1968 | 1975 | 1982 | 1990 | 1999 | 2006 | 2007 | 2012 |
| ---- | ---- | ---- | ---- | ---- | ---- | ---- | ---- | ---- |
| 32   | 30   | 19   | 25   | 24   | 26   | 24   | 24   | 21   |

| 2016 | - | - | - | - | - | - | - | - |
| ---- | - | - | - | - | - | - | - | - |
| 21   | - | - | - | - | - | - | - | - |

## Culture locale et patrimoine

### Lieux et monuments
- L'église Saint-Mathieu[22] date de 1239, son cœur gothique du XVIe siècle a traversé les épreuves du temps[1].
- Château de Robécourt, en direction de Hombleux, du XIXe siècle, des ruines du donjon sont encore visibles[1].
- La ferme du Moulin où se tenait autrefois un authentique moulin qui approvisionnait toute la région[1].

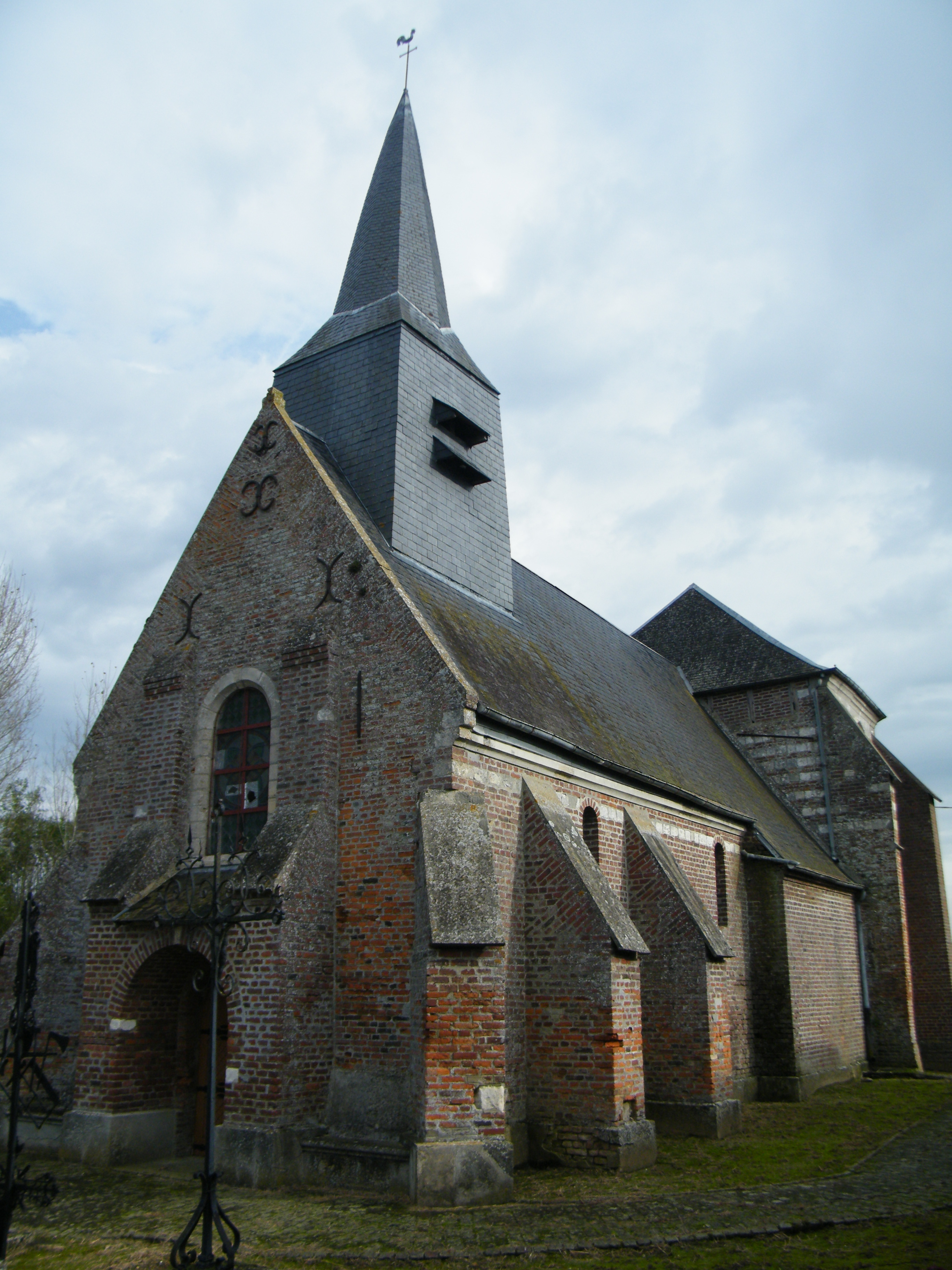
L'église Saint-Mathieu.
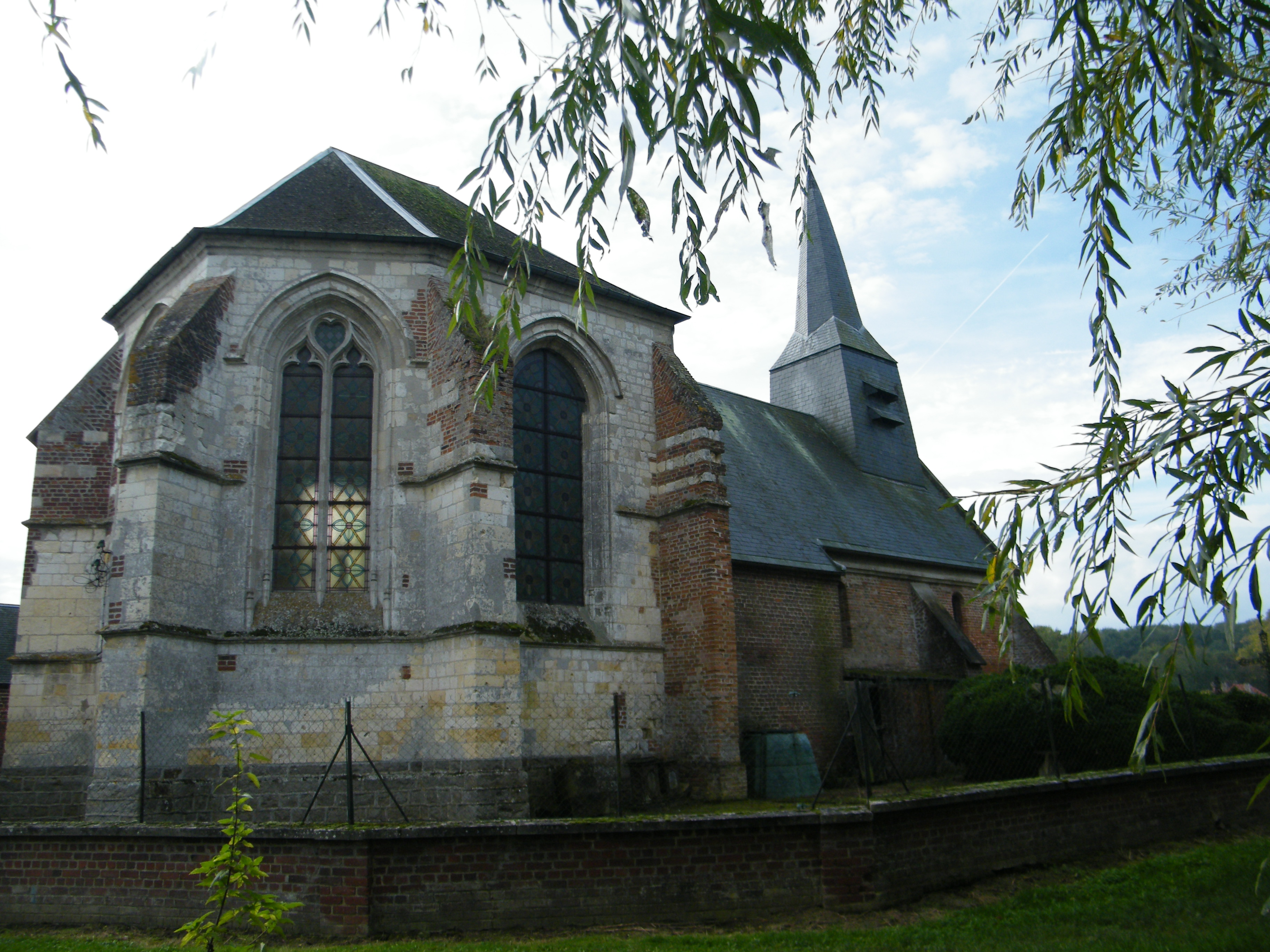
Chevet de l'église.
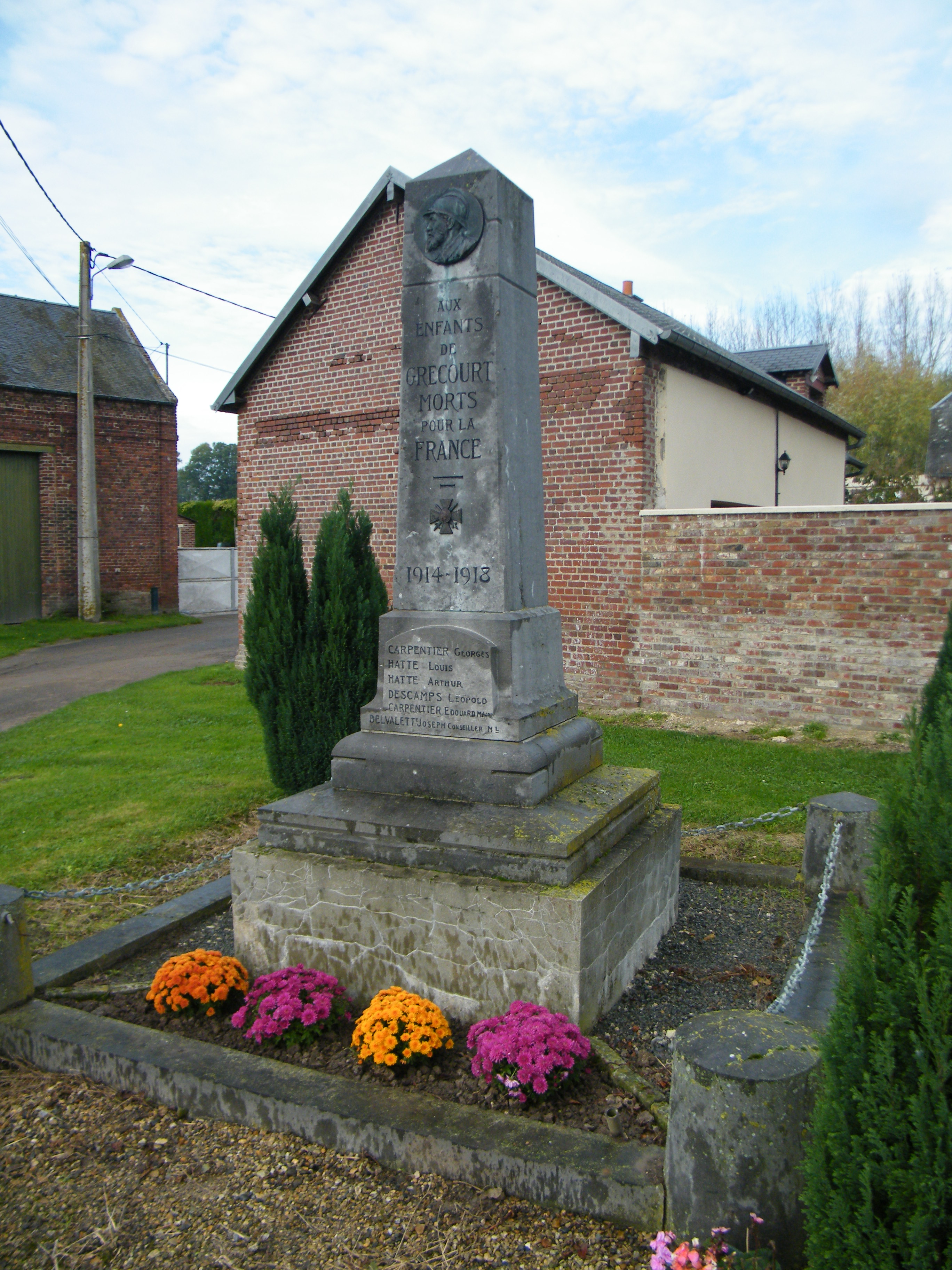
Monument aux morts.
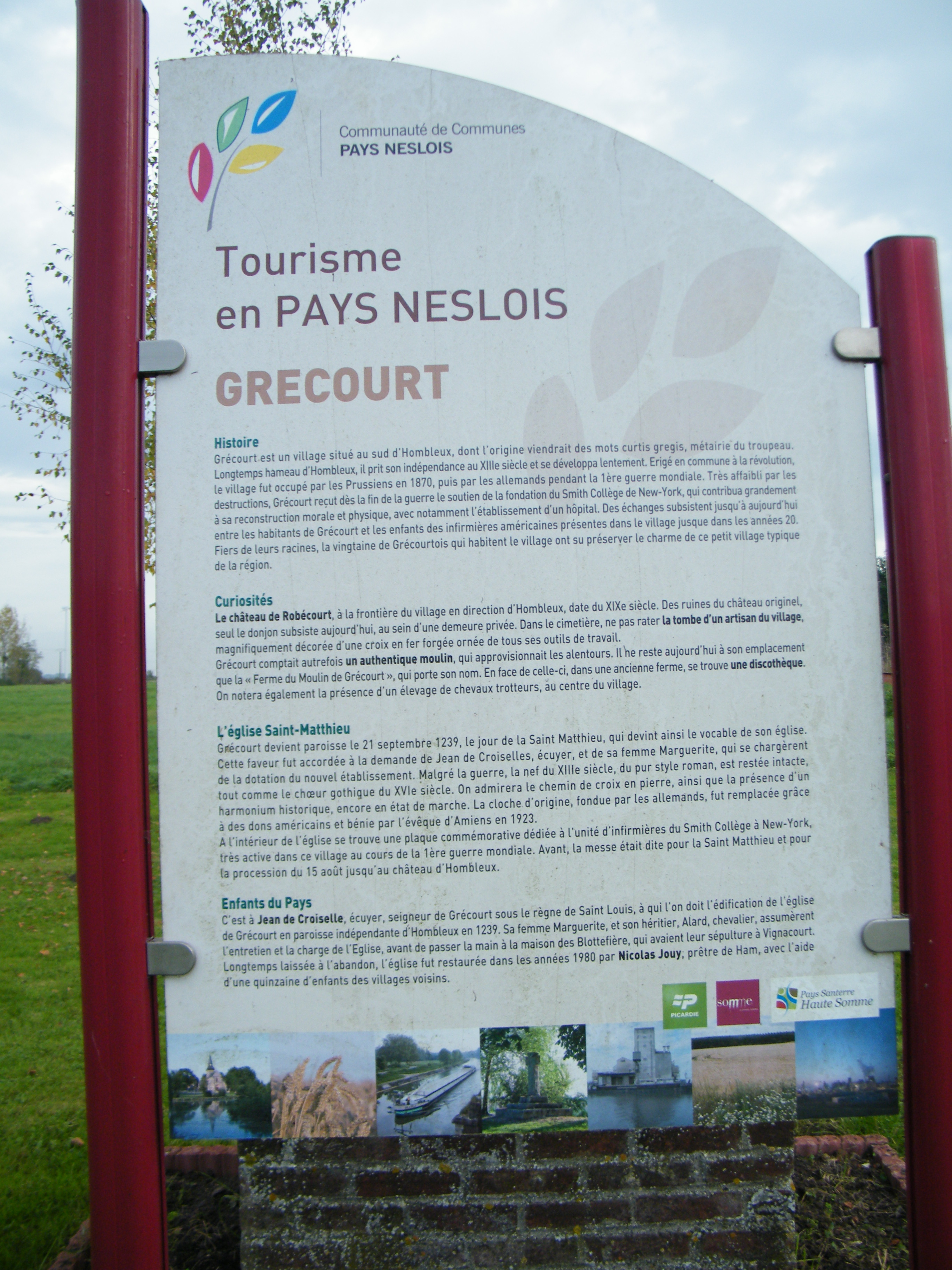
Panneau d'informations sur le village.

### Personnalités liées à la commune
- Jean de Croiselles, écuyer, seigneur du village sous le règne de Saint-Louis. Il a obtenu la création de la paroisse qui est devenue indépendante de celle de Hombleux en 1239[1].